# جيغورو كانو
جيغورو كانو هو اسم مخرج ومؤسس رياضة الجودو أو باسمها الكامل رياضة كودوكان جودو.

## حياته
تخرج جيغورو كانو من جامعة طوكيو في اليابان سنة 1881 حيث حاز على شهادة ماجستير في اللغة الإنجليزية وعلى علم السياسة وخلال فترة دراسته قام كانو بالتدريب على حركات القوى في عدة مدارس لتدريب الجيوجيتسو (رياضة قتالية) وبعد تخرجه من الجامعة عين محاضرا في أحد أهم كليات اليابان الجامعية حيث اخترع في السنة ذاتها رياضة الجودو وفي وقت لاحق تدرج كانو ليصبح مديرا للكلية التي كان يعمل فيها وفي سنة 1889 ذهب في بعثة دراسية إلى أوروبا لدراسة أساليب الغرب في التربية والتعليم وفي وقت لاحق عين ممثلا لبلاده اليابان في اللجنة الأولمبية الدولية للرياضة واستمر في هذا المنصب حتى وفاته.

## روابط خارجية
- جيغورو كانو على موقع الموسوعة البريطانية (الإنجليزية)
- جيغورو كانو على موقع إن إن دي بي (الإنجليزية)
- جيغورو كانو على موقع JudoInside.com (الإنجليزية)
- جيغورو كانو على موقع AllJudo.net (الفرنسية)
- جيغورو كانو على موقع أوليمبيديا (الإنجليزية)